# La Mola (Benifallet)
La Mola és una muntanya de 253 metres que es troba al municipi de Benifallet, a la comarca catalana del Baix Ebre.